# ولسوالی گربز
گُربُز یکی از ولسوالی‌های ولایت خوست در جنوب خاوری افغانستان با جمعیت نزدیک به ۳۰٬۷۵۱ نفر است. این ولسوالی در جنوب شرقی ولایت خوست افغانستان واقع شده است. از غرب با ولسوالی تنی، از شمال با ولسوالی های مندوزی و خوست و از جنوب شرقی با خیبر پختونخوا در پاکستان همسایه است. فرماندار ولسوالی گربز عبدالحی زازی است. نیروهای امنیت ملی افغانستان (ANSF) مسئول تمام فعالیت‌های اجرای قانون در این ولسوالی هستند. بر اساس گزارش اداره ملی آمار و اطلاعات افغانستان (NSIA)، جمعیت تخمینی این ولسوالی در سال ۲۰۲۰، ۲۹۶۲۷ نفر بوده است. مرکز ولسوالی روستای سخامیر کلای است که در قسمت شمال غربی ولسوالی قرار دارد. ساکنان آن گربز، یکی از قبیله‌های وزیر است.

## منبع‌ها
1. ↑  «Meet The Youngest District Governor In Eastern Afghanistan».
2. ↑  «برآورد نفوس کشور ۱۳۹۹» (PDF). بایگانی‌شده از اصلی (PDF) در ۳ ژوئیه ۲۰۲۰. دریافت‌شده در ۳۰ ژوئیه ۲۰۲۴.
3. ↑  «Khost - Program for Culture and Conflict Studies - Naval Postgraduate School». nps.edu. دریافت‌شده در ۲۰۲۴-۰۷-۳۰.

- مشارکت‌کنندگان ویکی‌پدیا. «Khost Province». در دانشنامهٔ ویکی‌پدیای انگلیسی، بازبینی‌شده در ۴ اسفند ۱۳۹۰ خورشیدی.